# 桑布科湖
46°27′48″N 8°39′2″E / 46.46333°N 8.65056°E

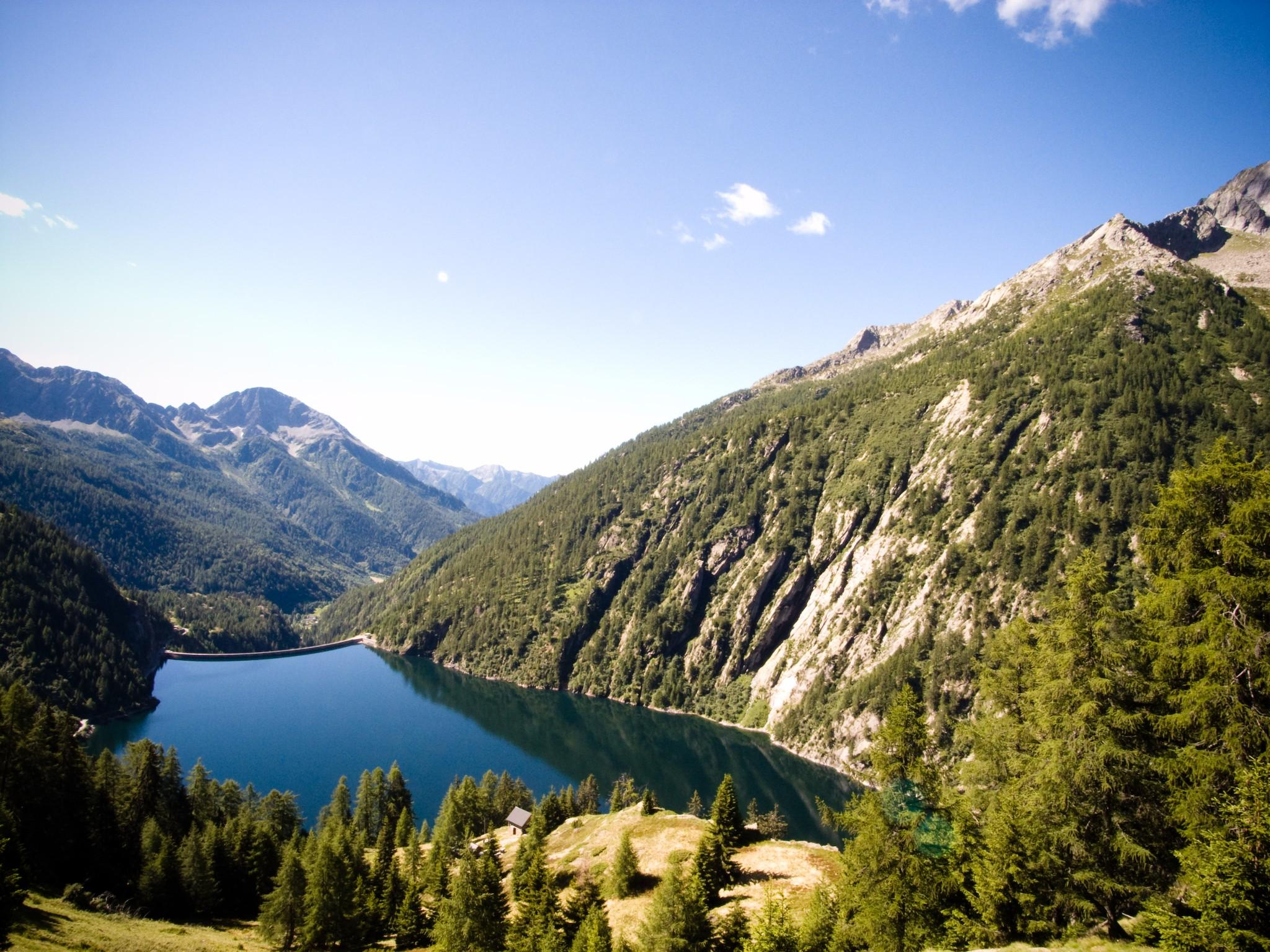

桑布科湖是瑞士的水庫，位於該國南部提契諾州，長3公里，面積1.11平方公里，集水區面積29.75平方公里，海拔高度1,461米，最大水深124米，蓄水量77.5萬立方米。